# ANU (groupe)
ANU est un groupe de rap tibétain originaire de Chine . Il s'est formé en 2016 avec le duo Baya né le 2 février 1992 et Mongba  né le 13 mai 1991. Ils sont tous deux, originaires de xian de Nangqên, ou encore Nangchen (tibétain : ནང་ཆེན་རྫོང, Wylie : nang chen rdzong, chinois : 囊谦县 ; pinyin : Nángqiān xiàn), un district administratif de la province du Qinghai en Chine, qui est placé sous la juridiction de la préfecture autonome tibétaine de Yushu.

## Origine du mot ANU
"ANU"  qui en fait se prononce "A'Nu", c'est une translittération du tibétain, qui signifie au sens large "juvénile"  ou "adolescent". Sur un plan métaphysique e terme "Aṇu" (en sanskrit IAST ; devanāgarī : अणु) signifie « fin », « ténu », « minuscule » mais encore « atome » ou « unité infime de temps ou d'espace ». Dans la philosophie indienne et l'Āyurveda, aṇu désigne le plus souvent l'atome ou le plus petit élément issu d'un processus de quintuple mixtion (pañcikaraṇa) lié aux cinq mahābhūta.

## Histoire
En juillet 2016, ANU a publié son premier EP, ANU , qui comprenait deux chansons, ANU et Living Hometown . Le 27 décembre, ils ont sorti leur single, Joke .
Le 20 mai 2017, ils ont sorti leur deuxième single, Fly
En 2018, leur troisième single GA · GA et leur quatrième single 1376 ont été libérés le 14 février et le 31 juillet, respectivement.
En janvier 2019, en qualité de chanteurs professionnels reconnus officiellement premier challenger de la saison, ils ont participé au concours de musique diffusé à grande échelle " Singer 2019 " de  Hunan Satellite TV. Lors des qualifications, ils ont battu le chanteur national Liu Yuning , et ils sont passés les premiers chanteurs pour le spectacle. Finalement ils ont remporté la quatrième place , mais au deuxième tour des huitièmes de finale, ils ont été éliminés. 

## "Je suis un chanteur"
En 2019, ANU a participé au premier tour de la septième saison de Singer (émission de télévision) :" Je suis un chanteur " organisé par Hunan Satellite TV,

### Saison 7 (2019)
La saison a débuté le 11 janvier 2019, et se conclut le 12 avril 2019. 
| Nationalité | Artiste              | Occupation                                                                         | Arrivée    | Départ     | Statut     |
| ----------- | -------------------- | ---------------------------------------------------------------------------------- | ---------- | ---------- | ---------- |
| Chine       | Liu Huan             | Chanteur anciennement dans The Voice of China et interprète de l'hymne des JO 2008 | Semaine 1  | Semaine 13 | Vainqueur  |
| Taïwan      | Wu Tsing-Fong        | Vocaliste                                                                          | Semaine 1  | Semaine 13 | Deuxième   |
| Chine       | Super-vocal finalist | Boys band                                                                          | Semaine 5  | Semaine 13 | Troisième  |
| Chine       | Yang Kun             | Chanteur anciennement dans The Voice of China et interprète de l'hymne des JO 2008 | Semaine 1  | Semaine 13 | Quatrième  |
| Taïwan      | Chyi Yu              | Chanteuse                                                                          | Semaine 1  | Semaine 12 | Cinquième  |
| Russie      | Polina Gagarina      | Chanteuse arrivé 2e au concours de l'Eurovision 2015 et ancienne coach de Golos    | Semaine 4  | Semaine 12 | sixième    |
| Chine       | Gong Linna           | Chanteuse                                                                          | Semaine 10 | Semaine 12 | septième   |
| Chine       | Chen Chusheng        | Chanteur ayant remporté Super Boy 2007                                             | Semaine 11 | Semaine 12 | Éliminé    |
| Hong Kong   | Angela Hui           | Chanteuse                                                                          | Semaine 8  | Semaine 9  | Éliminée   |
| Taïwan      | Bii                  | Chanteur, compositeur et acteur                                                    | Semaine 8  | Semaine 8  | Non choisi |
| Taïwan      | Faith Yang           | Musicienne                                                                         | Semaine 7  | Semaine 7  | Éliminée   |
| Bulgarie    | Kristian Kostov      | Chanteur arrivé 2e au concours de l'Eurovision 2017                                | Semaine 1  | Semaine 6  | Éliminé    |
| Chine       | ANU                  | Groupe                                                                             | Semaine 2  | Semaine 5  | Éliminés   |
| Chine       | Jefferson Qian       | Chanteur                                                                           | Semaine 5  | Semaine 5  | Non choisi |
| Chine       | Zhang Xin            | Chanteur                                                                           | Semaine 1  | Semaine 3  | Éliminée   |
| Chine       | Liu Yuning           | Chanteur membre des Modern Brothers et acteur                                      | Semaine 2  | Semaine 2  | Non choisi |
| Chine       | Escape Plan          | Chanteur de rock                                                                   | Semaine 1  | Semaine 2  | Éliminés   |

## Discographie

### Albums en studio
| No. | Titre en anglais | Date de sortie | Notes |
| --- | ---------------- | -------------- | ----- |
| 1   | ANU              | 2016           |       |

### Singles
| No. | Titre en anglais | Date de sortie   | Notes |
| --- | ---------------- | ---------------- | ----- |
| 1   | Joke             | 27 décembre 2016 |       |
| 2   | FLY              | 20 mai 2017      |       |
| 3   | 1376             | 30 juin 2018     |       |
| 4   | GA·GA            | 14 février 2018  |       |